# ベルガリオン
ベルガリオン（Belgarion、あるいはガリオン（Garion））は、デイヴィッド・エディングスのファンタジー小説『ベルガリアード物語』および『マロリオン物語』の主人公である架空の人物。

## 人物概略
《アルダーの珠》の守護者であり、リヴァ王国の王。西方王国連合の盟主。《西方の大君主》。
魔術師ベルガラス（Belgarath）の遠い孫で、女魔術師ポルガラ（Polgara）の遠い甥。血筋の始まりにリヴァ王国の祖である《鉄拳》リヴァ（Riva Iron-grip）と、ポルガラの双子の妹ベルダラン（Beldaran）がいる。父はリヴァ王家の子孫ゲラン（Geran）。母はイルデラ（Ildera）。母方の従姉妹はアダーラ（Adara）。妻はセ・ネドラ（Ce'Nedra）。息子はゲラン（Geran）。娘はベルダラン（Beldaran）。『ベルガリアード物語』および『マロリオン物語』の双方で、予言に登場する『光の子』として、長らく続く《光と闇の対決》に終止符を打つべく戦った。特徴としては、
- 右手の手のひらに白銀色の丸いあざ（＝特別な運命を持つ者を示す印）がある。
- 自身も魔術師であり、下手をすればベルガラスをしのぐほどの力を持っている。
- 予言の声を聞くことができる。
- 口癖は「どうして僕なんだ?」。
- おばと嫁には逆らえない模様。

である。

## 人間性
《アルダーの珠》の守護者であるだけに、心根はたいへん純粋で、邪心とは限りなく無縁である。また、あまり人を疑わない性格なので、かつて敵であった者とも交流を深められる（例：ニーサの宦官サディ（Sadi）、マロリー皇帝カル・ザカーズ（Kal Zakath））。その上、これまで出会った仲間とは深い友情で結ばれている。他人を愛し尊敬し、他人に愛され尊敬される性格ということであろう。愛情にあふれた精神は、憎むべき敵トラクを討ち滅ぼしたあとに感じた後悔と、彼への憐憫の情からも窺える。
ただ、その純粋さゆえに無鉄砲な行動に走りやすく、ベルガラスやポルガラにしょっちゅう叱られる。これは、単純で物事をあまり深く考えずに行動する『アローン人』という種族の性質のせいであろう。数々の困難や災難に巻き込まれるたびに、「なぜ自分が解決しないといけないのか?」と悩むことも多い。
一国の王、しかも『西方の大君主』と呼ばれる彼の人生は、少年時代から常に選択と苦悩の連続だった。それでも前に進んでいく意志の強さと感謝を忘れない清らかな心こそ、彼の最大の武器ではないだろうか。

## 出生～少年時代（『ベルガリアード物語』）
5355年のエラスタイドの日（神々の世界創造を祝う日）、ガリオンはこの世に生を受けた。が、両親は彼が生まれたその日、トラク（Torak）に仕えるグロリム・チャンダー（Chamdar）の手で家ごと焼かれた。両親は生まれて間もないわが子を壁の石を抜いて作った穴から力ずくで雪の積もる外に出した。そんな彼を助けたのはベルガラスとポルガラであった。やがてガリオンはポルガラとともにセンダリアにあるファルドー農園にたどり着き、そこで暮らすこととなる。
彼は『ポルおばさん』と呼ぶ女性に、どこにでもいるただの農場の少年として育てられ、一緒にファルドー農園で皿洗いにいそしむ平隠な日々を送っていた。ランドリグ（Rundorig）、ドルーン（Doroon）という2人の遊び仲間と初恋の少女ズブレット（Zubrette）とともに毎日を過ごした。農場には時折、旅の語り部（吟遊詩人、自らは名を名乗らない彼にガリオンはミスター・ウルフ（Wolf）と名付けた）が訪れ、冬の無聊を慰めてくれた。一方で、常にガリオンを見つめる『黒い人影』の存在も気にかかっていた。
しかしあるとき、ガリオンの生活は激変する。きっかけは、ファルドー農園に働き手としてやってきたブリル（Brill）という汚らしい男と、エラスタイドの日にやって来たマーゴ人商人の怪しい言動だった。
それからしばらくして、ガリオンは夜な夜な語り部ウルフとポルおばさん、鍛冶屋のダーニク（Durnik）とともに農園を離れることとなる。そして、語り部ウルフが伝説的な魔術師ベルガラスであり、ポルおばさんが彼の娘ポルガラであることを知ってしまう。2人に導かれ、彼は行方不明になった魔法の宝石《アルダーの珠》を探し出し、リヴァ王国へと取り戻す探索の旅に、不本意ながら出発することになる（どの位不本意だったかは、それ以降の彼の口癖が「どうして僕が?」になってしまったことからもわかる）。
旅の途中でガリオンは、さまざまな仲間たちと知り合う。ドラスニアの王子にして密偵のシルク（Silk）、チェレクの王アンヘグ（Anheg）のいとこのバラク（Barak）、のちに無二の親友となるアスター人の銘家出身の弓師レルドリン（Lelldorin）、ミンブル人最強の騎士マンドラレン（Mandorallen）、ウルゴランドに住む狂信者レルグ（Relg）、クトル・マーゴスの女奴隷にして世界で唯一人のマラゴー人タイバ（Taiba）、そして後に妻となるトルネドラ帝国の皇女セ・ネドラ。彼らとともに西方諸国を旅し、ガリオンは成長していく。
そしてまた、彼はさまざまな敵と対峙する。その戦いの中でガリオンは魔術に目覚める。奇しくもそれは、両親を焼き殺し、物心つかないうちから彼を見つめていた『黒い人影』アシャラク（Asharak、正体はチャンダー）との戦いの中であった。炎の魔術でチャンダーを燃やし尽くすという、いささか後味の悪い敵討ちを終えた後、彼は己の持てる力に葛藤するも、ベルガラスやポルガラに諭されて《アルダー谷》で魔術の手ほどきを受ける。やがて、彼はついに自分自身が何者であるかを見出すこととなる。実は彼こそが、アンガラクの闇の神トラクと戦う宿命を背負った《西方の守護者》にして《光の子》ベルガリオンだということに。
長い旅の末、ついに《アルダーの珠》を取り返したガリオン一行はリヴァに戻る。その道中でファルドー農園に戻り、彼は生まれ育った地と淡い初恋に別れを告げる。そして、リヴァに無事戻った彼は、元にあった場所――熊神ベラー（Belar）が降らせた2つの星でつくられた剣の柄頭――に戻された《アルダーの珠》に触れた。ここに真のリヴァ王ベルガリオンが誕生する。
王としての慣れない生活に苦労する一方で、紆余曲折の末セ・ネドラと婚約する。が、ある夜、決戦の地クトル・ミシュラクへ向かうことを決意する。自分が軍を率いてトラクと戦っても、命が無駄に失われるだけだと悟ったからである。彼はベルガラスとシルクとともにリヴァを後にする。
そして、トラクの《意志》と心の中で戦いながらクトル・ミシュラクにたどり着いた彼を待っていたのは、彼の行動を悟られないために、西方諸国から大軍を集めてアンガラク人国家と戦っていた婚約者セ・ネドラと、ゼダー（Zedar）に育てられ『使命』として《アルダーの珠》を盗んだ少年エランド（Errand）、トラクの弟子にして《裏切り者》のゼダーに殺されたダーニクを前に慟哭するポルガラの姿だった。ベルガラスとゼダーの戦いを見届けたガリオンは《光の子》として、覚醒した《闇の子》トラクとの決戦に臨む。『服従』という形で愛を求める彼を倒すためではなく、拒絶するために。長い戦いの末、彼はトラクを倒した。
戦いの後、彼はポルガラのために、神々とエランドと《アルダーの珠》の力を借り、ありったけの力を注いでダーニクを蘇らせた。
そして、無事リヴァに戻ったガリオンは、リヴァ王ベルガリオンとしてセ・ネドラと結婚した。

## 青年時代（『マロリオン物語』）
ベルガリオンは王妃となったセ・ネドラと共にリヴァを治める。ふたりは一度仲たがいし、破局寸前までいったが、ポルガラの力添えで和解する。しかし、そんな幸せもつかの間だった。トラクとの戦いから2年後、アルダーの珠が放つ異様な光と、ベルガリオンの頭の中に響く声があらたな旅の幕開けとなる。
「ザンドラマスに気をつけよ」
果たして『ザンドラマス』とは何なのか、それからベルガラスから聞かされた『サルディオン』とは何なのか?――ベルガリオンはベルガラスとともに探索を始める。その途中で様々な出来事に遭遇する。セ・ネドラの妊娠および暗殺未遂事件、息子ゲラン（Geran）の誕生、《リヴァの番人》ブランド（Brand）暗殺事件、急成長を遂げつつある熊神教徒の鎮圧、そして、ゲランの誘拐。
ゲランの行方を追い、ドラスニアのレオンにある熊神教徒の本拠地を制圧した後、ガリオンの前にケルの女予言者シラディス（Cyradis）が現れる。彼女は言う。ゲランは《闇の子》ザンドラマス（Zandramas）に誘拐されたこと。ザンドラマスはゲランを連れて《闇の石》サルディオン（アンガラクでは『クトラグ・サルディウス』）のある場所へ向かっていること。決戦の地はサルディオンのある場所――この世に存在しない場所――であること。ザンドラマスがゲランとともに《闇の石》を手に入れれば、ベルガリオンは《光の子》としてゲランを殺さなければならなくなること。今度の探索には、ベルガラスとポルガラの父娘とエランド、それに妻セ・ネドラを必ず連れて行かなければならないこと。さらに、【案内人】【二つの命を持つ男】【女狩人】【男ならぬ男】【からっぽの者】【見張り女】【物いわぬ男】とともに探索の旅を行わなければならないこと。そして、仲間の誰かひとりが必ず命を落とすこと……。
ベルガリオンは葛藤の末、再び集った仲間たちと共に、新たな探索の旅に出る。
ウルゴランドで神々の父ウル（UL）より新たな名前『エリオンド（Eriond）』をもらったエランドの能力と謎、トラク亡き後のアンガラク人社会の混乱、マロリーの首都マル・ゼスでの疫病の流行、それまで未知であったカランダやメルセネといった東方大陸の国家の文明、ドラゴンや悪魔といった異形の生物との戦い、そして宇宙の命運を大きく左右する《光と闇の最終対決》。ベルガリオンは仲間とともに、シラディスに導かれながら、ザンドラマスの妨害をはねのけながら、様々なことを経験する。
そして《光と闇の最終対決》を迎えたとき、彼は《光の子》としての役目を引き継ぐ者として、アンガラクの新しい神の候補者としてエリオンドを選ぶ。一方、ザンドラマスはゲランを差し出した。こうして、『もはや存在しない場所』で《選択》が行われた――。
すべてが終わったあと、ベルガリオンはそれまで彼を導いてくれた予言の声により、この戦いの真実を知る。そして、長い寿命を約束される。
トラクに代わりアンガラク人の神の座についたエリオンドが、神々の去った地球で、新世界の神となるその日まで――。
バラクの操縦する戦艦《海鳥号》でペリヴォー島に到着し、同乗していたほかの仲間たちも加えて、地球上のすべての国家（ガール・オグ・ナドラクを除く）の講和条約『ダル・ペリヴォーの講和』の締結で中心的な役割を果たす。
それから数ヵ月後、予言の声の言っていたとおり、セ・ネドラは女児を出産する。彼は迷わず、娘に名前を与えた。つねに自分たち家族の心の中心にいる、リヴァ王家の始祖となった女性の姿を思い浮かべて――『ベルダラン』と。

## 青年時代以降（『魔術師ベルガラス』『女魔術師ポルガラ』）
《光と闇の対決》から約10ヵ月。彼は《アルダー谷》でポルガラの出産を祝福する神々に感謝していた。ポルガラの家に戻り、ベルガラスがくすねてきたビールを飲みながら、『祖父』の悔恨の念を聞く。やがて、その輪に父親になったばかりのダーニクが合流し、話は今後の行方と新たな予言の存在へと流れていく。そこでダーニクが口にした一言がきっかけで、ガリオンは祖父のことをもっと知りたいと痛切に願うようになる。彼の思いは様々な人々を巻き込んで、ベルガラスに自伝を書かせるまでに発展した。
それから約1年後。彼はリヴァ王として、セ・ネドラの良き夫として、そして2人の子供の良き父親として平和に暮らしている。そこへ隻腕のセンダリア将軍ブレンディグ（Blendig）がベルガラスの自伝を届けてくれた。
が、しばらくして、『祖父』ベルガラスの自伝に歴史上の重要事項が相当抜けていることに腹を立てた妻セ・ネドラが、『おば』ポルガラに自伝を書いてもらうよう依頼するため、彼女の住む《アルダー谷》へ向かうと言い出す。彼は留守の間の政務を亡くなったブランドの次男で《リヴァの番人》の後を継いだカイル（Kail）に任せ、妻とふたりで冬の《アルダー谷》に向かい、双子をもうけたポルガラ夫妻とベルガラス夫妻に再会する。ガリオンは妻のわがままに頭を痛めながらも、彼女の巧みな説得工作を見ているしかなかった……。